# جی کژدم
جی کژدم یک ستاره است که در صورت فلکی کژدم قرار دارد.